# NGC 6695
NGC 6695 ist eine Balken-Spiralgalaxie vom Hubble-Typ SBb im Sternbild Leier am Nordsternhimmel. Sie ist schätzungsweise 255 Millionen Lichtjahre von der Milchstraße entfernt.
Das Objekt wurde am 22. August 1884 von Edouard Stephan entdeckt.